# Camera dei rappresentanti dell'Idaho
La Camera dei rappresentanti dell’Idaho è, insieme al Senato, una delle due camere della Legislatura dell’Idaho. Essa si riunisce nel Campidoglio dello Stato dell’Idaho.
Composta da 70 membri, la Camera viene eletta ogni due anni.